# 佐藤修 (アナウンサー)
佐藤 修（さとう おさむ、1959年5月20日 - ）は、日本の大学教授・フリーアナウンサー。東北放送（TBC）に在職した。後年より、スポーツ部長も歴任した。

## 経歴
北海道札幌市東区出身。笠谷幸生、金野昭次、青地清二が表彰台を独占した1972年札幌オリンピックのスキージャンプ70m級中継を視て、アナウンサーになることを決意したという。
北海道札幌丘珠高等学校（第1期生）、中央大学商学部卒業後、1983年にTBC入社。主にスポーツ中継アナとして活動（担当競技はサッカー・野球・陸上競技・ラグビーなど）。2005年以降は前年秋に地元・宮城県で創設されたプロ野球球団である東北楽天ゴールデンイーグルスの試合実況を中心に担当。スポーツ以外では、ニュースキャスターやラジオパーソナリティとしても活動した。
2011年4月1日よりスポーツ部へ異動し、長年在籍したアナウンス部を離れた。ただし、スポーツアナウンサーとしての活動は継続。
2020年3月31日でTBCを定年退職。退職日に放送された『Come 火6 Sports（カムカムスポーツ）スペシャル』（TBCラジオ）が、TBCアナウンサーとして最後の出演番組になった。
退職の翌日（4月1日）からは、仙台大学体育学部スポーツ情報マスメディア学科の教授（学科長）として、「スポーツとメディア」というテーマで教鞭を振るっている。また、関連校の仙台大学附属明成高等学校でも特別授業を行ったことがある（下記外部リンク参照）。

## 人物・エピソード
ニュースキャスターとしては、大震災遭遇時のスタジオワークが評価され、その模様を収めたVTRが系列各局のアナウンサー研修用教材となったことがある。

### プロ野球担当アナとして
楽天球団史上初のホーム開幕戦となった2005年4月1日の対西武戦でラジオの実況を担当。
楽天初のリーグ優勝を遂げた日（2013年9月26日、対西武戦。西武ドーム）は、共同記者会見のインタビュアー、その後の祝勝会中継リポーターを担当。
2017年6月1日には、楽天投手・則本昂大が7試合連続二桁奪三振の日本プロ野球新記録を樹立した試合（楽天対巨人交流戦第3回戦。Koboパーク宮城）でラジオの実況を担当。

## 担当番組
※特記なき限り、東北放送在職当時、同局で放送のもの。

### スポーツ中継（ラジオorテレビ）
- プロ野球中継（楽天創設前にも、地元宮城県内で開催される一軍公式戦の中継を担当） - 実況orベンチリポート[注 8]のほか、プロデューサーも兼任[15]。
  - TBCパワフルベースボール（ラジオ） - 実況orベンチリポート
  - EVER SPORTSスペシャル（テレビ） - 実況orベンチリポート・番組制作者
  - EAGLES BASEBALL GAMESHOW（ラジオ/Rakuten.FM TOHOKU） - 実況（2023年シーズンから担当）
- 仙台六大学野球連盟（動画配信/スポーツナビ） - 実況（2022年から担当）
- 仙台国際ハーフマラソン大会（ラジオorテレビ） - 移動車実況
- 全国高校ラグビー宮城県大会決勝（テレビ） - ベンチリポート
- 全国高校ラグビー大会（テレビ。? - 2001年度大会）東北各県代表校の試合を中心に準々決勝まで実況を担当（準々決勝は通常と異なり全試合ダイジェスト放送だった。全国ネット）。仙台育英が準決勝に進出した際にはリポーターも務めた。
- サッカー中継
  - JFLブランメル仙台戦中継（テレビ）
  - 日本プロサッカーリーグ（Jリーグ）ベガルタ仙台戦中継
- 競技スキー「ジャパンプロスキーサーキットTBCオニコウベCUP」中継（テレビ）
  - '88ジャパンプロスキーサーキットTBCオニコウベCUP（1988年） - 実況[16]
- モータースポーツ「TBC杯ビッグロードレース」中継（テレビ）
  - '92TBC杯ビッグロードレース全日本選手権シリーズ（1992年） - 実況[17]
  - '93TBC杯ビッグロードレース全日本選手権シリーズ（1993年） - 実況[18]
  - '95TBC杯ビッグロードレース（1995年） - 実況[19]
  - '96TBC杯ビッグロードレース（1996年） - 実況[20]
  - '97TBC杯ビッグロードレース（1997年） - 実況[21]
- バレーボールVリーグ女子・パイオニアレッドウィングスホームゲーム中継（2000年。テレビユー山形向け）
- 世界陸上大阪大会（2007年。TBSテレビ系列全国ネット）

### ラジオ
- おさむ・祥子のハラハラサタデーピッカピカ
- なぜかラジオでザ・テレビジョン
- 佐藤修のスポーツジョッキー
- TBC夜の音楽スタジアム・おさむのすいすい水曜日
- 平成ワイド・だから大好き純情サタデー
- おはようワイド Goodモーニング金曜日（2007年10月 - 2008年3月）
- アスリートラジオ・アシスタント（メインパーソナリティは在仙のプロスポーツ選手）
- カラーズ（火曜日）
- ニュースデスク（不定期、TBCニューストゥデイ・河北新報ニュース）
- ラジオ寄席（JRN系列各局。宮城での公開録音の司会を担当[22]。アナウンス部離脱後も引き続き担当していた）
- TBCパワフルベースボールplus（プロ野球の試合が組まれていない場合のみ）
- 沸点ギリギリ!あっつあつ☆らじお

その他、ワイド番組パーソナリティ不在時のピッチヒッターを務めることもあった。

### テレビ
- TBCニュースウェーブ - メインキャスター
- ニュースの森 TBC - メインキャスター
- Nスタみやぎ（スポーツコーナー）
- EVER SPORTS